# Чичеров, Владимир Степанович
Влади́мир Степа́нович Чи́черов (4 июля 1933, Ленинград — 15 ноября 1996 года, Санкт-Петербург)) — бригадир слесарей-сборщиков Ленинградского металлического завода (ЛМЗ). Дважды Герой Социалистического Труда (1975, 1983).

## Биография

Могила Чичерова на Богословском кладбище Санкт-Петербурга.

Родился 4 июля 1933 года в Ленинграде. Русский.
Отец, Степан Степанович, работал на оборонном заводе; мать, Мария Павловна, преподавала в школе русский язык и литературу.
Окончил вечернюю школу рабочей молодежи. Во время войны находился в блокадном Ленинграде, был эвакуирован с семьёй в Башкирию, работал в колхозе. Потом семья вернулась в Ленинград.
В 1950 году окончил ремесленное училище № 35 при заводе «Арсенал» и с этого же года работал на Ленинградском металлическом заводе.
С 1967 года — бригадир слесарей-сборщиков производственного объединения «Ленинградский металлический завод».
Член КПСС в 1964—91. Член ЦК КПСС (1981—90). Делегат XXV, XXVI, XXVII съездов КПСС и XIX Всесоюзной Конференции КПСС.
Депутат Верховного Совета РСФСР (1975—90), одновременно — заместитель Председателя Верховного Совета РСФСР (1985—90). Много внимания уделял подрастающему поколению, неоднократно посещал Ленинградский городской дворец пионеров (ныне — Санкт-Петербургский городской дворец творчества юных). Его слова, адресованные молодёжи:

 «Считайте за счастье встать в наши ряды, храните и умножайте славные традиции рабочего класса города Ленинграда». 
Скончался 15 ноября 1996 года в Санкт-Петербурге. Похоронен на Богословском кладбище.

## Награды
- Дважды Герой Социалистического Труда[2].
- За творческое участие в разработке и совершенствовании бригадной формы организации труда награждён серебряной медалью ВДНХ СССР.
- Награждён орденом Трудового Красного Знамени (1970), медалями.

## Память
- В Санкт-Петербурге в парке Победы, на аллее Героев, Чичерову установлен памятник[8]. Открыт 17 июня 1987 года (скульптор М. К. Аникушин, архитектор В. А. Петров).
- В 1998 году на заводе «Турбоатомгаз» (филиал «ЛМЗ») на здании цеха, в котором в последние годы работал В. С. Чичеров, по инициативе трудящихся завода установлена мемориальная доска, выполненная рабочими Ленинградского Металлического завода.